# Vegemite

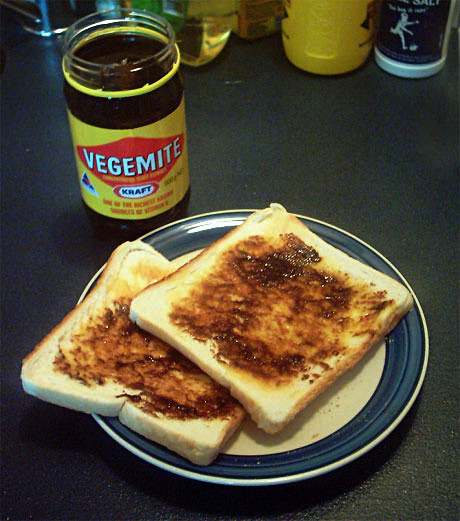
Vegemite spalmata su un toast

Vegemite è un marchio registrato della Bega Cheese in precedenza della Kraft che identifica una crema salata fatta di estratto di lievito, simile alla Marmite britannica, alla Cenovis svizzera e all'italiano Estratto di Lievito Vegetale Bovis. Viene solitamente spalmata sul pane, ma può essere usata anche per cucinare. È diffusa soprattutto in Australia e in Nuova Zelanda, dove gode dello status di "cibo nazionale" e icona culturale. Fu inventata nel 1923 da Cyril Callister ed è ricca di vitamina B.

## Storia
La storia della Vegemite inizia intorno agli anni venti, quando l'imprenditore Fred Walker, facendo un contratto di fornitura di lieviti di birra con alcuni birrifici, iniziò a pensare che cosa avrebbe potuto fare con il lievito in eccesso (che sapeva ricchissimo di vitamina B) scartato dai birrifici. E ispirandosi alla Marmite, nel 1922 assunse un giovane chimico, Cyril P. Callister, che dopo 2 mesi di ricerche e di prove per trovare la giusta formula creò tale crema, che venne commercializzata nella fine del 1923; il nome Vegemite fu scelto dalla figlia di Walker. Il successo non fu immediato, ma ci vollero ben 14 anni perché venisse diffusa su larga scala in Australia. Nel 1935, Fred Walker vendette il brevetto alla Kraft.
La vera esplosione infatti ci fu nel 1939, quando la British Medical Association diede la sua approvazione ufficiale, stabilendo che un uso quotidiano di Vegemite facesse bene alla salute ed inserendola tra le razioni militari dell'esercito australiano. Fu proprio allora che durante il conflitto mondiale, la richiesta di Vegemite aumentò vertiginosamente, perché tutta la produzione veniva assorbita dall'esercito.
Le scorte riservate ai normali cittadini quindi si esaurirono presto e le pubblicità dell'epoca iniziarono a diffondere messaggi patriottici di consolazione per giustificare la mancanza del prodotto: «Sarà disponibile solo quando i ragazzi torneranno a casa» oppure «Lo mettiamo nello loro razioni alimentari, gente: ci dispiace, ma voi dovete aspettare» recitavano gli slogan.
Al termine del conflitto la Vegemite fece ritorno sulle tavole delle famiglie australiane, dove è presente tuttora.
Molte sono le dicerie che circolano su questo prodotto, ma non fanno che accrescerne il mito. Ad ogni modo questo è quello che molti considerano il vero “cibo nazionale”, nonostante nel resto del mondo se ne ignori l'esistenza. Vengono prodotti ogni anno ventidue milioni di vasetti di cui solamente il due percento viene venduto al di fuori dell'Australia.
Nel 2017 l'azienda australiana Bega Cheese ha riportato in patria la proprietà della Vegemite acquistandola assieme ad altri asset dalla Mondelez International (già Kraft Foods Inc.).
La diffusione nella cultura australiana è così forte da essere citata sia nella canzone sia nel relativo videoclip Down Under del gruppo rock australiano Men at Work. Nella seconda strofa il protagonista racconta l'incontro con un panettiere connazionale a Bruxelles, che riconosciutolo dall'accento gli dà un "vegemite sandwich" lanciandoglielo con il tipico modo di colpire la palla col pugno in uso del football australiano, seguita da un'abbondante innaffiatura di birra Foster's (anche se il marchio non viene mostrato nel video).
Nel film Due gemelle in Australia la Vegemite viene fatta mangiare alle gemelle Olsen come prova dell'essersi ambientate completamente in Australia (in realtà si trattava di Nutella).